# 磐石博文
磐石 博文（ばんじゃく ひろふみ、1948年10月21日 - 2001年8月22日）は、奈良県御所市出身で朝日山部屋に所属した元大相撲力士。本名は辻川 博文（つじかわ ひろふみ）（旧姓・萩山）。177cm、150kg。最高位は東十両8枚目。得意技は右四つ、寄り。

## 経歴
中学生の時に朝日山が訪ねて来て「夏休みに1度、東京へ遊びにおいで。ゆっくり東京見物させてあげるよ」と言われたので、相撲は嫌いだったが喜んで上京した。朝日山部屋の人達が親切に接してきたので、我慢して過ごしている内に入門を決意し、入門するにあたって墨田区立堅川中学校に転校した。
1962年9月場所に初土俵。1969年9月場所に新十両昇進、翌11月場所に四股名を磐石に改める。3場所の十両在位の後、1970年3月場所に幕下に陥落。そこから3年ほど幕下で相撲を取り、1973年1月場所に再び十両に昇進したが、再十両から十両在位5場所目の同年9月場所で大敗して翌11月場所に再び幕下に陥落し、1974年7月場所に25歳で廃業。廃業した後は飲食業を営んだ後、家業の「辻川工務店」を継いだ。

## 主な成績
- 通算成績：279勝255敗13休  勝率.522
- 十両成績：53勝67敗  勝率.442
- 現役在位：72場所
- 十両在位：8場所

### 場所別成績
| | 一月場所 初場所（東京） | 三月場所 春場所（大阪） | 五月場所 夏場所（東京） | 七月場所 名古屋場所（愛知） | 九月場所 秋場所（東京） | 十一月場所 九州場所（福岡） |
| --- | ----------------------- | ----------------------- | ----------------------- | --------------------------- | ----------------------- | --------------------------- |
| 1962年 （昭和37年） | x                       | x                       | x                       | x                           | （前相撲）              | （前相撲）                  |
| 1963年 （昭和38年） | 東序ノ口16枚目 0–1–6    | （前相撲）              | 西序ノ口11枚目 3–4      | 西序二段92枚目 5–2          | 東序二段39枚目 6–1      | 西三段目71枚目 4–3          |
| 1964年 （昭和39年） | 西三段目50枚目 4–3      | 東三段目41枚目 3–4      | 東三段目52枚目 4–3      | 東三段目40枚目 3–4          | 西三段目51枚目 4–3      | 東三段目34枚目 4–3          |
| 1965年 （昭和40年） | 西三段目23枚目 4–3      | 東三段目9枚目 5–2       | 東幕下83枚目 2–5        | 東三段目4枚目 2–5           | 西三段目21枚目 4–3      | 東三段目7枚目 5–2           |
| 1966年 （昭和41年） | 西幕下88枚目 3–4        | 西幕下90枚目 6–1        | 東幕下60枚目 5–2        | 西幕下41枚目 2–5            | 東幕下62枚目 5–2        | 西幕下43枚目 4–3            |
| 1967年 （昭和42年） | 西幕下36枚目 4–3        | 西幕下28枚目 4–3        | 東幕下29枚目 2–5        | 東幕下44枚目 4–3            | 東幕下38枚目 4–3        | 西幕下29枚目 3–4            |
| 1968年 （昭和43年） | 西幕下36枚目 5–2        | 西幕下24枚目 2–5        | 東幕下38枚目 4–3        | 東幕下32枚目 5–2            | 東幕下22枚目 4–3        | 西幕下18枚目 5–2            |
| 1969年 （昭和44年） | 東幕下9枚目 5–2         | 西幕下2枚目 3–4         | 西幕下4枚目 4–3         | 西幕下2枚目 5–2             | 西十両11枚目 9–6        | 東十両8枚目 7–8             |
| 1970年 （昭和45年） | 東十両10枚目 5–10       | 西幕下筆頭 4–3          | 東幕下筆頭 3–4          | 西幕下3枚目 0–7             | 東幕下28枚目 4–3        | 東幕下23枚目 5–2            |
| 1971年 （昭和46年） | 東幕下11枚目 3–4        | 西幕下17枚目 5–2        | 東幕下8枚目 4–3         | 西幕下5枚目 4–3             | 西幕下3枚目 2–5         | 西幕下13枚目 5–2            |
| 1972年 （昭和47年） | 東幕下7枚目 3–4         | 西幕下10枚目 4–3        | 東幕下8枚目 4–3         | 西幕下4枚目 3–4             | 西幕下9枚目 5–2         | 東幕下4枚目 5–2             |
| 1973年 （昭和48年） | 東十両13枚目 9–6        | 西十両9枚目 7–8         | 東十両11枚目 8–7        | 西十両9枚目 7–8             | 西十両11枚目 1–14       | 東幕下14枚目 3–4            |
| 1974年 （昭和49年） | 東幕下23枚目 3–4        | 西幕下29枚目 4–3        | 東幕下22枚目 3–4        | 西幕下30枚目 引退 0–0–7     | x                       | x                           |
| 各欄の数字は、「勝ち-負け-休場」を示す。 優勝 引退 休場 十両 幕下 三賞：敢=敢闘賞、殊=殊勲賞、技=技能賞 その他：★=金星 番付階級：幕内 - 十両 - 幕下 - 三段目 - 序二段 - 序ノ口 幕内序列：横綱 - 大関 - 関脇 - 小結 - 前頭（「#数字」は各位内の序列） |                         |                         |                         |                             |                         |                             |

## 改名歴
- 高津花（たかつはな）1962年9月場所 - 1963年11月場所
- 二瀬花（ふたせはな）1964年1月場所 - 1966年1月場所
- 萩山 博文（はぎやま ひろふみ）1966年3月場所 - 1969年9月場所
- 磐石 博文（ばんじゃく ひろふみ）1969年11月場所
- 磐石 龍彦（ばんじゃく たつひこ）1970年1月場所 - 1970年5月場所
- 萩山 博文（はぎやま ひろふみ）1970年7月場所 - 1974年7月場所

## その他
本名の萩山を名乗った期間が長いが、最高位である東十両8枚目の時の四股名は磐石である。
次男が2002年3月場所に同じ朝日山部屋に入門し、一時は父と同じ磐石の四股名を名乗っていたが、現在は伊勢ヶ濱部屋に移籍し、四股名も御室岳に改めている。